# Cotylelobium burckii
Cotylelobium burckii là một loài thực vật có hoa trong họ Dầu. Loài này được (Heim) Heim mô tả khoa học đầu tiên năm 1892.